# Skive Idræts Klub
Lo Skive Idræts Klub, meglio noto come Skive IK o SIK, è una società calcistica danese con sede nella sede di Skive. Milita nella 2. Division, la terza serie del campionato danese di calcio. Fondata nel 1901, ha partecipato a diverse edizioni della 1. Division, seconda serie nazionale, senza mai partecipare alla massima serie.

## Palmarès

### Competizioni nazionali
- 2. Division: 1

2018-2019

## Organico

### Rosa 2017-2018
| N. |                      | Ruolo | Calciatore        |
| -- | -------------------- | ----- | ----------------- |
| 4  | Danimarca (bandiera) | C     | John Dyring       |
| 6  | Danimarca (bandiera) | C     | Mikkel Frankoch   |
| 7  | Danimarca (bandiera) | A     | Oliver Pedersen   |
| 8  | Danimarca (bandiera) | C     | Jesper Henriksen  |
| 9  | Danimarca (bandiera) | C     | Frederik Brandhof |
| 10 | Danimarca (bandiera) | C     | Mathias Pedersen  |
| 11 | Danimarca (bandiera) | A     | Jeppe Mogensen    |
| 13 | Danimarca (bandiera) | D     | Emil Søgaard      |
| 15 | Nigeria (bandiera)   | C     | Ayinde Lawal      |

| N. |                      | Ruolo | Calciatore               |
| -- | -------------------- | ----- | ------------------------ |
| 16 | Danimarca (bandiera) | D     | Rasmus Larsen            |
| 18 | Danimarca (bandiera) | D     | Frederik Buur            |
| 21 | Danimarca (bandiera) | A     | Andreas Kock             |
| 22 | Danimarca (bandiera) | C     | Mathias Bersang Sørensen |
| 23 | Danimarca (bandiera) | D     | Christoffer Østergaard   |
| 24 | Danimarca (bandiera) | P     | Emil Kobberup            |
| 30 | Danimarca (bandiera) | P     | Daniel Krogh             |
| 33 | Danimarca (bandiera) | A     | Simon Sterring           |